# Tsuki no wa no misasagi

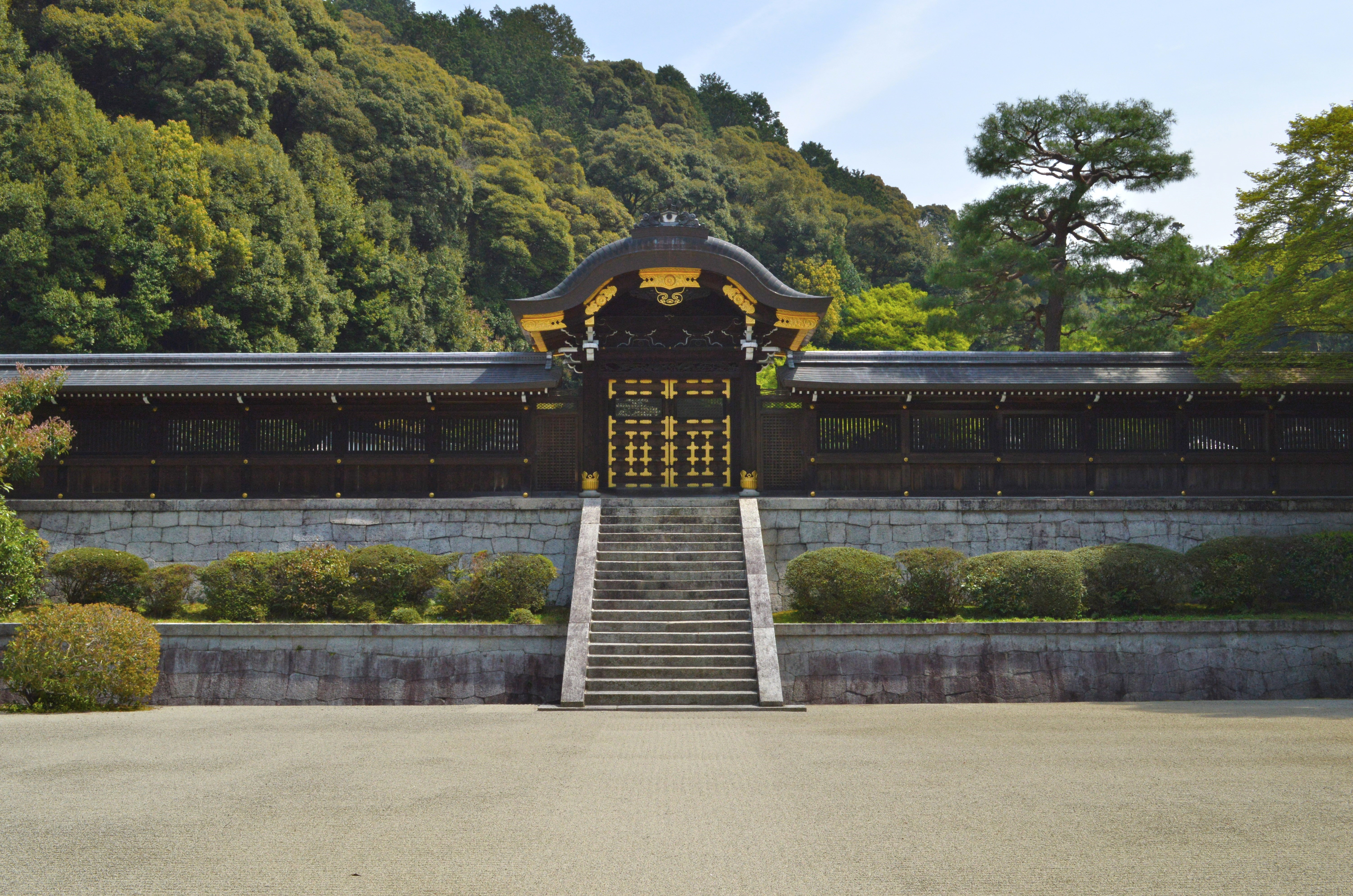
Mausolée impérial

Tsuki no wa no misasagi (月輪陵) est le nom d'un mausolée situé dans l'arrondissement de Higashiyama-ku à Kyoto, utilisé par des générations successives de la Maison impériale du Japon.
Les tombes elles-mêmes se trouvent au Sennyū-ji, temple bouddhiste héréditaire ou bodaiji de la famille impériale.

## Sépultures notables

### Époque de Kamakura
- 86 Empereur Go-Horikawa[3].
- 87 Empereur Shijō[3].

### Époque d'Edo
L'Agence impériale maintient Tsuki no wa no misasagi comme le lieu de consécration et de vénération de plusieurs empereurs de l'époque d'Edo.
- 108 Empereur Go-Mizunoo[4].
- 109 Empereur Meishō[4].
- 110 Empereur Go-Kōmyō[4].
- 111 Empereur Go-Sai[4].
- 112 Empereur Reigen[4].
- 113 Empereur Higashiyama[4].
- 114 Empereur Nakamikado[4].
- 115 Empereur Sakuramachi[4].
- 116 Empereur Momozono[4].
- 117 Empereur Go-Sakuramachi[4].
- 118 Empereur Go-Momozono[4].

C'est par ailleurs le misasagi officiel du prince Masahito, au nom posthume de Yōkwōin daijō-tennō, fils ainé de l'empereur Ōgimachi et père de l'empereur Go-Yōzei.
Deux autres empereurs de l'époque d'Edo sont également consacrés à Nochi no Tsukinowa no misasagi (後月輪陵) et le dernier empereur de l' d'Edo est consacré à Nochi no Tsukinowa no Higashiyama no misasagi (後月輪東山陵) en forme de kofun. Ce complexe funéraire impérial sert aussi de dernier lieu de repos à deux impératrices douairières.
- 119 Empereur Kōkaku[4] et impératrice Yoshikō[6].
- 120 Empereur Ninkō[4].
- 121 Empereur Komei[4] et impératrice Eishō[7].

## Source de la traduction
- (en) Cet article est partiellement ou en totalité issu de l’article de Wikipédia en anglais intitulé « Tsuki no wa no misasagi » (voir la liste des auteurs).